# El Garrobo
El Garrobo ist eine Gemeinde in der Provinz Sevilla in Spanien mit 812 Einwohnern (Stand: 2024). Sie liegt in der Comarca Sierra Norte in Andalusien. 

## Geografie
Die Gemeinde grenzt an die Gemeinden El Castillo de las Guardas, Gerena, Guillena und El Ronquillo.